# Thánh truyền

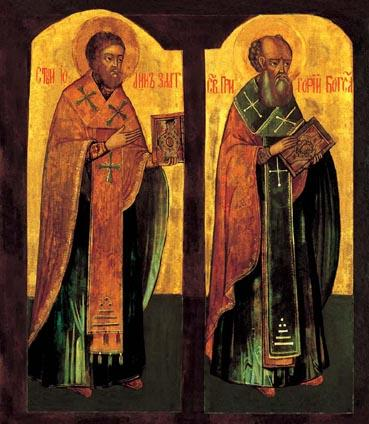
Hình ảnh hai người đàn ông đang cầm

Thánh truyền (còn gọi là Truyền thống thiêng liêng hay truyền thống thánh) là một thuật ngữ thần học được sử dụng trong một số truyền thống Kitô giáo, chủ yếu trong Công giáo Rôma, Anh giáo, Chính Thống giáo Đông phương, Chính Thống giáo Cựu Đông phương và Cảnh giáo, đề cập đến nguồn cơ sở hình thành thẩm quyền của giáo hội. Sự truyền đạt liên tục những giáo huấn của Truyền thống được gọi là truyền thống sống động, đây là sự truyền tải giáo huấn từ thế hệ này tới thế hệ sau. Thuật từ "kho tàng đức tin" đề cập tới toàn bộ mặc khải của Chúa Giêsu Kitô, được truyền cho các thế hệ kế tiếp trong hai dạng khác nhau là Thánh Kinh và Thánh Truyền (sự kế vị các tông đồ). Thánh truyền thường được đề cập tới vị Thánh nào đó trong Thánh đạo.
Từ "truyền thống" được lấy từ tiếng Latin trado, tradere có nghĩa là trao cho, giao nộp, truyền lại, để lại. Truyền thống thiêng liêng muốn ám chỉ tới việc truyền lại lời mạc khải của Thiên Chúa. Hai nghĩa này phân biệt với nhau, nhưng liên hệ chặt chẽ với nhau. Trước hết, truyền thống là tất cả mạc khải của Thiên Chúa, từ lúc khai sinh lịch sử nhân loại đến lúc chấm dứt thời các Tông đồ, được truyền lại từ thế hệ Kitô hữu này sang thế hệ tiếp theo và được Hội thánh do Đức Giêsu lập ra bảo tồn, dưới sự hướng dẫn của Chúa. Hiểu một cách khác, Thánh Truyền là phần Lời Chúa mạc khải, cũng được truyền lại, nhưng không nằm trong Kinh Thánh.
Công đồng Vatican II đã trình bày riêng về cách thế truyền thống Kitô giáo được lưu truyền như sau: "Công việc lưu truyền ấy được các Tông đồ thực hiện:qua lời giảng dạy, qua gương sáng và các thể chế lập nên, các ngài truyền lại những gì mình đã nhận được từ chính miệng Chúa Kitô, từ cách sống và các việc làm của Người, hoặc đã học được nhờ sự gợi ý của Chúa Thánh Thần" (MK 17).
Mục đích của truyền thống các thánh tông đồ nhằm ủng hộ tính chất thánh thiện của Kinh thánh, giải thích các giáo lý quan trọng của Kinh thánh, Kinh thánh ra đời trong một thời gian dài trước khi giáo hội được tổ chức thống nhất. Về tính chất tôn giáo và ý nghĩa giáo lý của truyền thống các thánh tông đồ, giáo hội nhận thấy nó gắn liền với Kinh thánh. Tuy vậy, một số nhà thần học còn coi truyền thống thánh quan trọng hơn Kinh thánh vì nó tập hợp các sách thánh do truyền thống các thánh tông đồ quy định. Giáo hội Chính thống giáo và Công giáo coi các văn kiện của Bảy công đồng đầu tiên và các tác phẩm của các thánh giáo phụ là một bộ phận của truyền thống thánh, các lễ nghi cổ đại của thời kỳ đó được áp dụng để cử hành các phụng vụ hiện nay. Giáo hội Công giáo còn bổ sung thêm các quyết nghi của giáo hoàng. Các nhóm Tin Lành coi chỉ có Kinh Thánh là thành quả của sự mặc khải của Thiên Chúa (thuyết Duy Thánh Kinh Sola scriptura) nên truyền thống các thánh chỉ là hành động của con người. Trong Hồi giáo cũng có đề cập đến truyền thống các thánh.